# Jüdischer Friedhof (Herzlake)
Der Jüdische Friedhof Herzlake befindet sich in der niedersächsischen Gemeinde Herzlake im Landkreis Emsland.

## Beschreibung
Der 522 m² große Friedhof, der durch einen Zaun sowie durch Sträucher und Bäume umfriedet ist, liegt in Bakerde nördlich der Straße nach Grafeld. Auf dem Friedhof im Besitz des Landesverbandes der Jüdischen Gemeinden von Niedersachsen sind sechs Grabsteine erhalten, der älteste aus dem Jahr 1885 und der jüngste aus dem Jahr 1930. Seit der Instandsetzung im Jahr 1972 ist eine Gärtnerei für die Pflege zuständig.